# الجمال الكوري

علم دولة كوريا الجنوبية

الكية بيوتى أو الجمال الكوري (K-Beauty) هو مصطلح يشمل منتجات العناية بالبشرة في دولة كوريا الجنوبية. اكتسبت هذه الموضة الشعبية المنشرة في دولة كوريا الجنوبية الشعبية في جميع أنحاء العالم، وخاصة في الولايات المتحدة الأمريكيه، في عام 2016  ويُركز في هذا الاعتناء على الصحة، والترطيب، واهتم خاصة بالبشرة.

تتضمن المنتجات المستخدمة في هذا الاعتناء مكونات مثل المادة اللزجه من الحلزون، والأقنعة بخطوات تدريجيه لحل مشاكل البشرة ومتعددة الوظائف خيث تقوم بعمل تغير ملحوظ في البشرة مثل ماسك الفقاعات بالفحم، يُستخدم سم النحل (وبه مضاد للالتهابات يسمى "faux-tox" يُقال أنه يريح عضلات الوجه)، مستخلص نجم البحر المرطب، ومادة الكولاجين المستخلصة من الخنازير.

يحتوى روتين الاعتناء بالبشرة على مجموعة من الخطوات متضمنه هذه الخطوات خطوات تنظيف البشرة بالمنتجات المعتمدة في الاساس على (الزيت والماء)، وأقنعة للاستخدام مرة واحدة بعد ان توضع على الوجه، والأسنس، والأمصال (السيروم)، والمرطبات، والوسادة المضغوطة (هي اسفنجة مليئة بالمكياج توفر مظهر ناعم ولمسة نهائية لا يمكن اكتشاف انها طبقه مكياج ولا يُقصد بهذا استبدال كريم الاساس به بل ذلك كدعم أو توفير تغطية للبشرة للأيام الخالية من وضع المكياج). والمنتجات المُخمرة (كالزبادى  والخميرة واللبن والفواكه والنباتات تخمر لاغراض عمل منتجات للبشرة)، بالنهار يُستخدم كريمات واقية من الشمس بمعادل حمايه خمسه وثلاثون. ليلاً، يُستخدم بدل كريم واقي الشمس ب «كريم عند النوم». يتم استخدام أنظمة مختلفة باختلاف نوع البشرة والتقلبات الهرمونية واساليب الحياة المختلفة.